# Alessandro Rosina
Alessandro Rosina (ur. 31 stycznia 1984 w Belvedere Marittimo) – włoski piłkarz występujący najczęściej na pozycji ofensywnego pomocnika lub lewoskrzydłowego. Od 2012 jest zawodnikiem Sieny.

## Kariera klubowa
Alessandro Rosina zawodową karierę rozpoczynał w drużynie AC Parma, w którą trenował jeszcze jako junior. Profesjonalny kontrakt z tym zespołem podpisał w 2002 roku. Przez cały swój pobyt w ekipie „Gialloblu” Rosina był jednak tylko piłkarzem rezerwowym. Przez cztery lata pobytu w tym klubie rozegrał zaledwie 25 spotkań, w których na dodatek ani razu nie wpisał się na listę strzelców. W 2005 roku Włoch został wypożyczony do Hellas Werona. Rozegrał tam siedemnaście meczów i zdobył w nich dwie bramki.
Następnie Rosina trafił do Torino FC, które wykupiło połowę praw do karty zawodnika. W debiutanckim sezonie w nowym klubie włoski gracz strzelił dwanaście bramek i był jednym z najlepszych piłkarzy w zespole. Działacze Torino wykupili Rosinę z Hellasu Werona na stałe, a w kolejnych sezonach wychowanek Parmy także prezentował bardzo dobrą formę. W październiku 2007 roku Włoch podpisał z ekipą „Granata” nowy, czteroletni kontrakt i uciął tym samym wszelkie spekulacje na temat swojego ewentualnego transferu do innego klubu. Rosina podczas pobytu w Torino pełnił rolę kapitana zespołu.
27 lipca 2009 Rosina podpisał kontrakt z Zenitem Petersburg, który zapłacił za niego 7,3 miliona euro. W nowym klubie zadebiutował 8 sierpnia w przegranym 0:2 meczu z klubem Tom Tomsk. 30 sierpnia strzelił gola w zwycięskim 4:0 spotkaniu przeciwko FK Chimki.
W 2011 roku Rosina został wypożyczony do Ceseny. W 2013 roku przeszedł do Sieny.

## Kariera reprezentacyjna
Dzięki dobrej grze w barwach Torino, Rosina regularnie dostawał powołania na mecze reprezentacji Włoch do lat 21. W 2004 roku sięgnął z nią po młodzieżowe mistrzostwo Europy, co jak do tej pory jest jego największym sukcesem w karierze. W seniorskiej reprezentacji Rosina zadebiutował 17 października 2007 roku w wygranym 2:0 spotkaniu towarzyskim przeciwko Republice Południowej Afryki.